# Cratere Esnault-Pelterie
Esnault-Pelterie è un cratere lunare situato nell'emisfero settentrionale del lato nascosto, a sud del cratere Carnot. Questo cratere si sovrappone sul lato ovest al cratere Schlesinger. Verso sud si trova il cratere Von Zeipel e a sudovest il cratere Fowler.
Il bordo è piuttosto eroso, ma mantiene una struttura e un orlo relativamente pulito. È presente un piccolo cratere adiacente al bordo sud che interrompe il fondo attraverso una stretta apertura. Il fondo possiede molti crateri più piccoli e una piccola protuberanza che si trova a nord del punto centrale. A nordest di quest'ultima è presente una regione livellata e una più piccola a sudovest.